# Liste der Kulturdenkmale in Eilsleben

Wappen von Eilsleben

In der Liste der Kulturdenkmale in Eilsleben sind alle  Kulturdenkmale der Gemeinde Eilsleben und ihrer Ortsteile aufgelistet. Grundlage ist das Denkmalverzeichnis des Landes Sachsen-Anhalt, das auf Basis des Denkmalschutzgesetzes des Landes Sachsen-Anhalt vom 21. Oktober 1991 durch das Landesamt für Denkmalpflege und Archäologie Sachsen-Anhalt erstellt und seither laufend ergänzt wurde (Stand: 31. Dezember 2023).

## Kulturdenkmale nach Ortsteilen

### Eilsleben
| Lage                                        | Bezeichnung          | Beschreibung | Erfassungs- nummer | Ausweisungsart | Bild           |
| ------------------------------------------- | -------------------- | --- | ------------------ | -------------- | -------------- |
| am ehemaligen BW Eilsleben (Karte)          | Wasserturm Eilsleben | Zwischen 1869 und 1872 als Rundturm aus Backsteinen errichteter Wasserturm zum Betrieb in der Nähe befindlicher Bahnanlagen | 094 97864          | Baudenkmal     | Weitere Bilder |
| An der Bärburg 6 (Karte)                    | Gutshaus             | | 094 97177          | Baudenkmal     | BW             |
| Bahnhofstraße 24 (Karte)                    | Bahnhof              | | 094 96259          | Baudenkmal     | BW             |
| Eilslebener Kirchstraße 6 (Karte)           | Hospital             | | 094 97180          | Baudenkmal     | BW             |
| Eilslebener Kirchstraße 9 (Karte)           | Toranlage            | | 094 97181          | Baudenkmal     | BW             |
| Eilslebener Kirchstraße, Neue Reihe (Karte) | Stadtmauer           | Seehäuser Tor | 094 12009          | Baudenkmal     | BW             |
| Ernst-Thälmann-Straße 24 (Karte)            | Schule               | | 094 97178          | Baudenkmal     | BW             |
| Ernst-Thälmann-Straße 32 (Karte)            | Villa                | Dampfpflug-Sauer-Villa | 094 95390          | Baudenkmal     | BW             |
| Heinrichstraße 6 (Karte)                    | Bauernhof            | Bauernhof | 094 11993          | Baudenkmal     | BW             |
| Neue Reihe (Karte)                          | Brunnen              | | 094 97182          | Baudenkmal     | BW             |
| Neuer Weg 1 (Karte)                         | Bauernhof            | Theo-Meistring-Hof | 094 97183          | Baudenkmal     | BW             |
| Ostendstraße 13 (Karte)                     | Wohnhaus             | | 094 97184          | Baudenkmal     | BW             |
| Rudolf-Breitscheid-Straße 14 (Karte)        | Wohnhaus             | | 094 95825          | Baudenkmal     | BW             |
| Schulplatz (Karte)                          | Kirche               | St. Lorenz | 094 97185          | Baudenkmal     | Weitere Bilder |
| Siegerslebener Straße (Karte)               | Friedhof             | | 094 97186          | Baudenkmal     | BW             |
| Ummendorfer Straße 5 (Karte)                | Kirche               | Katholische Herz-Jesu-Kirche, 1896–97 erbaut.                                                                               | 094 97187          | Baudenkmal     | Weitere Bilder |
| Zimmermannplatz 1 (Karte)                   | Gasthaus             | | 094 97188          | Baudenkmal     | BW             |
| Zimmermannplatz 4 (Karte)                   | Bauernhof            | | 094 97189          | Baudenkmal     | BW             |
| Zimmermannplatz 5 (Karte)                   | Bauernhof            | | 094 96038          | Baudenkmal     | BW             |

### Drackenstedt
| Lage | Bezeichnung          | Beschreibung                                          | Erfassungs- nummer | Ausweisungsart | Bild             |
| --- | -------------------- | ----------------------------------------------------- | ------------------ | -------------- | ---------------- |
| an der südlichen Gemeindegrenze an einer Kreuzung der Feldwege von Drackenstedt nach Groß Rodensleben und Dreileben nach Hemsdorf (Karte) | Wegestein            | Wegestein, am 19. Januar 2015 als Denkmal ausgewiesen | 107 55012          | Kleindenkmal   | BW               |
| Drackenstedter Kirchplatz (Karte) | Sankt-Nicolai-Kirche | Kirche, ehemals als St. Cosmas und Damian bezeichnet  | 094 97319          | Baudenkmal     | Weitere Bilder   |
| Drackenstedter Kirchplatz 1 (Karte) | Pfarrhof             |                                                       | 094 97320          | Baudenkmal     | BW               |
| Dreilebener Straße 4 Straße nach Dreileben (Karte)                                                                                        | Villa                |                                                       | 094 97313          | Baudenkmal     | BW               |
| Große Straße (Karte) | Friedhof             |                                                       | 094 97363          | Baudenkmal     | BW               |
| Große Straße nördliche Straßenseite (Karte)                                                                                               | Mauer                |                                                       | 094 97316          | Baudenkmal     | BW               |
| Große Straße 14 (Karte) | Bauernhof            |                                                       | 094 97314          | Baudenkmal     | Bauernhof        |
| Große Straße 20 (Karte) | Gutshof              | Kindermann-Hof                                        | 094 96258          | Baudenkmal     | BW               |
| Große Straße 21 (Karte) | Schule               | Alte Schule                                           | 094 97317          | Baudenkmal     | BW               |
| Große Straße 26 (Karte) | Wohnhaus             |                                                       | 094 97315          | Baudenkmal     | BW               |
| Hinter dem Hagen 4 Am Anger (Karte) | Bauernhof            |                                                       | 094 97318          | Baudenkmal     | BW               |
| Kleine Straße 4, 8, 9 (Karte) | Wienertscher Hof     | Bauernhof                                             | 094 97321          | Baudenkmal     | Wienertscher Hof |
| Kleine Straße 11 (Karte) | Bauernhof            |                                                       | 094 97322          | Baudenkmal     | BW               |
| Olvetal 1 (Karte) | Wohnhaus             |                                                       | 094 97323          | Baudenkmal     | BW               |
| Olvetal 2 (Karte) | Mühle                |                                                       | 094 97324          | Baudenkmal     | BW               |

### Druxberge
| Lage                      | Bezeichnung            | Beschreibung             | Erfassungs- nummer | Ausweisungsart | Bild           |
| ------------------------- | ---------------------- | ------------------------ | ------------------ | -------------- | -------------- |
| Bauernstraße 6 (Karte)    | Bauernhof              |                          | 094 97206          | Baudenkmal     | BW             |
| Bauernstraße 8 (Karte)    | Wohnhaus               |                          | 094 97207          | Baudenkmal     | BW             |
| Bornstedter Weg (Karte)   | Transformatorenstation |                          | 094 97208          | Baudenkmal     | BW             |
| Bornstedter Weg 5 (Karte) | Bauernhaus             |                          | 094 97209          | Baudenkmal     | BW             |
| Hauptstraße (Karte)       | Friedhof               | Alter Friedhof           | 094 97205          | Baudenkmal     | BW             |
| Hauptstraße 4 (Karte)     | Villa                  |                          | 094 97210          | Baudenkmal     | BW             |
| Kirchstraße (Karte)       | Dorfkirche Druxberge   | Kirche                   | 094 97215          | Baudenkmal     | Weitere Bilder |
| Kirchstraße 1 (Karte)     | Pfarrhaus              |                          | 094 97211          | Baudenkmal     | BW             |
| Kirchstraße 3 (Karte)     | Wohnhaus               |                          | 094 97212          | Baudenkmal     | BW             |
| Molkereistraße 2 (Karte)  | Wohnhaus               |                          | 094 97213          | Baudenkmal     | BW             |
| Schulstraße 2 (Karte)     | Schule                 | Kleine Galerie Druxberge | 094 11901          | Baudenkmal     | BW             |
| Schulstraße 4 (Karte)     | Bauernhof              |                          | 094 97214          | Baudenkmal     | BW             |
| Ziegeleiweg (Karte)       | Ziegelei               |                          | 094 98629          | Baudenkmal     | BW             |

### Gehringsdorf
| Lage                          | Bezeichnung | Beschreibung           | Erfassungs- nummer | Ausweisungsart | Bild |
| ----------------------------- | ----------- | ---------------------- | ------------------ | -------------- | ---- |
| Koordinaten fehlen! Hilf mit. | Grenzstein  |                        | 094 90163          | Kleindenkmal   |      |
| Am Park 4 (Karte)             | Rittergut   | Rittergut Gehringsdorf | 094 95828          | Baudenkmal     | BW   |

### Ovelgünne
| Lage                              | Bezeichnung | Beschreibung   | Erfassungs- nummer | Ausweisungsart | Bild           |
| --------------------------------- | ----------- | -------------- | ------------------ | -------------- | -------------- |
| Am Krankenhaus 4 (Karte)          | Herrenhaus  |                | 094 95350          | Baudenkmal     | BW             |
| Hauptstraße an der B 246a (Karte) | Kirche      | Friedenskirche | 094 97199          | Baudenkmal     | Weitere Bilder |

### Siegersleben
| Lage                                                                                       | Bezeichnung  | Beschreibung     | Erfassungs- nummer | Ausweisungsart | Bild         |
| ------------------------------------------------------------------------------------------ | ------------ | ---------------- | ------------------ | -------------- | ------------ |
| B246a an der Straße von Siegersleben nach Seehausen auf der südwestl. Straßenseite (Karte) | Distanzstein |                  | 094 90349          | Kleindenkmal   | Distanzstein |
| Dorfstraße 14 (Karte)                                                                      | Bauernhof    |                  | 094 97202          | Baudenkmal     | BW           |
| Dorfstraße 5, 6 (Karte)                                                                    | Schmiede     |                  | 094 97201          | Baudenkmal     | BW           |
| Kirchplatz 1a (Karte)                                                                      | Kirche       |                  | 094 97200          | Baudenkmal     | BW           |
| Siegerslebener Lindenstraße 1,2,3 (Karte)                                                  | Gutshof      | Gut von Gonthard | 094 97204          | Baudenkmal     | BW           |
| Siegerslebener Lindenstraße 16 (Karte)                                                     | Wohnhaus     |                  | 094 97203          | Baudenkmal     | BW           |

### Wormsdorf
| Lage                                                                   | Bezeichnung | Beschreibung              | Erfassungs- nummer | Ausweisungsart | Bild |
| ---------------------------------------------------------------------- | ----------- | ------------------------- | ------------------ | -------------- | ---- |
| zwischen Ummendorf und Wormsdorf (Karte)                               | Brücke      | Dreibogenbrücke           | 094 97811          | Baudenkmal     | BW   |
| am westl. Ortsausgang, ca. 1 km vom Ort entfernt (Karte)               | Steinbruch  | Königsbruch, Oberer Bruch | 094 97799          | Baudenkmal     | BW   |
| Am Thie 4 (Karte)                                                      | Bauernhof   |                           | 094 95943          | Baudenkmal     | BW   |
| An der Wiese 15 (Karte)                                                | Bauernhof   |                           | 094 97231          | Baudenkmal     | BW   |
| Bruchberg 1 (Karte)                                                    | Schmiede    |                           | 094 97302          | Baudenkmal     | BW   |
| Dorfplatz 3 (Karte)                                                    | Bauernhof   | Erbrechts Hof             | 094 96266          | Baudenkmal     | BW   |
| Dorfplatz 4 (Karte)                                                    | Bauernhof   | Bremers Hof               | 094 97299          | Baudenkmal     | BW   |
| Dorfplatz, Straße des Friedens (Karte)                                 | Kirche      | St. Paulus                | 094 97232          | Baudenkmal     | BW   |
| Eggenstedter Straße 4 (Karte)                                          | Bauernhof   |                           | 094 97300          | Baudenkmal     | BW   |
| bei Eilslebener Straße 7, südwestl. Ortsrand Richtung Windpark (Karte) | Wegweiser   |                           | 094 97798          | Kleindenkmal   | BW   |
| Eilslebener Straße 9 (Karte)                                           | Bauernhaus  |                           | 094 96188          | Baudenkmal     | BW   |
| Straße des Friedens 1 (Karte)                                          | Bauernhof   |                           | 094 97307          | Baudenkmal     | BW   |
| Straße des Friedens 3 (Karte)                                          | Wohnhaus    |                           | 094 97306          | Baudenkmal     | BW   |
| Straße des Friedens 12 (Karte)                                         | Pfarrhof    |                           | 094 97301          | Baudenkmal     | BW   |
| Straße des Friedens 16 (Karte)                                         | Bauernhof   |                           | 094 97303          | Baudenkmal     | BW   |
| Straße des Friedens 21 (Karte)                                         | Bauernhof   |                           | 094 97304          | Baudenkmal     | BW   |
| Winkel 1 (Karte)                                                       | Bauernhof   |                           | 094 97308          | Baudenkmal     | BW   |
| Zum Pfingstberg 12 (Karte)                                             | Bauernhof   |                           | 094 95942          | Baudenkmal     | BW   |

## Ehemalige Denkmale
Die nachfolgenden Objekte waren ursprünglich ebenfalls denkmalgeschützt oder wurden in der Literatur als Kulturdenkmale geführt. Die Denkmale bestehen heute jedoch nicht mehr, ihre Unterschutzstellung wurde aufgehoben oder sie werden nicht mehr als Denkmale betrachtet.

### Eilsleben
| Lage                              | Bezeichnung | Beschreibung | Erfassungs- nummer | Ausweisungsart | Bild |
| --------------------------------- | ----------- | --- | ------------------ | -------------- | ---- |
| Eilslebener Kirchstraße 4 (Karte) | Bauernhof   | Bauernhof, nach Abbruch 2019 aus dem Denkmalverzeichnis ausgetragen. | 094 96234          | Baudenkmal     | BW   |
| Friedrichstraße 2 (Karte)         | Bauernhof   | Bauernhof abgerissen, 2023 aus dem Denkmalverzeichnis gestrichen. | 094 97179          | Baudenkmal     | BW   |
| Wilhelmstraße 5 (Karte)           | Wohnhaus    | zweigeschossiges Fachwerkwohnhaus aus der zweiten Hälfte des 18. Jahrhunderts, 2016 wurde das Gebäude im Zuge der Gefahrenabwehr abgerissen, 2017 wurde das Objekt aus dem Denkmalverzeichnis gelöscht | 094 96514          | Baudenkmal     | BW   |

### Wormsdorf
| Lage                       | Bezeichnung | Beschreibung                                                         | Erfassungs- nummer | Ausweisungsart | Bild |
| -------------------------- | ----------- | -------------------------------------------------------------------- | ------------------ | -------------- | ---- |
| Zum Pfingstberg 25 (Karte) | Bauernhof   | Bauernhof, nach Abbruch 2019 aus dem Denkmalverzeichnis ausgetragen. | 094 97305          | Baudenkmal     | BW   |

## Legende
In den Spalten befinden sich folgende Informationen:
- Lage: Nennt den Straßennamen und wenn vorhanden die Hausnummer des Kulturdenkmals. Die Grundsortierung der Liste erfolgt nach dieser Adresse. Der Link „Karte“ führt zu verschiedenen Kartendarstellungen und nennt die geographischen Koordinaten.
Link zu einem Kartenansichtstool, um Koordinaten zu setzen. In der Kartenansicht sind Baudenkmale ohne Koordinaten mit einem roten bzw. orangen Marker dargestellt und können in der Karte gesetzt werden. Baudenkmale ohne Bild sind mit einem blauen bzw. roten Marker gekennzeichnet, Baudenkmale mit Bild mit einem grünen bzw. orangen Marker.
- Offizielle Bezeichnung: Nennt den Namen, die Bezeichnung oder zumindest die Art des Kulturdenkmals und verlinkt, soweit vorhanden, auf den Artikel zum Objekt.
- Beschreibung: Nennt bauliche und geschichtliche Einzelheiten des Kulturdenkmals, vorzugsweise die Denkmaleigenschaften.
- Erfassungsnummer: Für jedes Kulturdenkmal wird in Sachsen-Anhalt eine 20stellige Erfassungsnummer vergeben. Die letzten zwölf Ziffern werden für die Untergliederung nach Teilobjekten genutzt und werden nur angegeben, soweit vergeben. In dieser Spalte kann sich folgendes Icon  befinden, dies führt zu Angaben zu diesem Baudenkmal bei Wikidata.
- Ausweisungsart: Die Einordnung des Denkmales nach § 2 Abs. 2 DenkmSchG LSA
- Bild: Ein Bild des Denkmales, und gegebenenfalls einen Link zu weiteren Fotos des Kulturdenkmals im Medienarchiv Wikimedia Commons. Wenn man auf das Kamerasymbol klickt, können Fotos zu Kulturdenkmalen aus dieser Liste hochgeladen werden: